# Reliquiario del dente di san Giovanni Battista
Il reliquiario del dente di san Giovanni Battista è custodito nel Museo del duomo di Monza. A forma di borsa racchiude un dente, ceneri e capelli di san Giovanni Battista, patrono della città.

## Descrizione
È un manufatto di oreficeria carolingia realizzato tra IX e l’inizio del X secolo, lavorato a filigrana e tempestato di gemme. Sul retro presenta una Crocefissione delicatamente eseguita a punzone con una tecnica di  puntinatura.